# 着ぐるみ

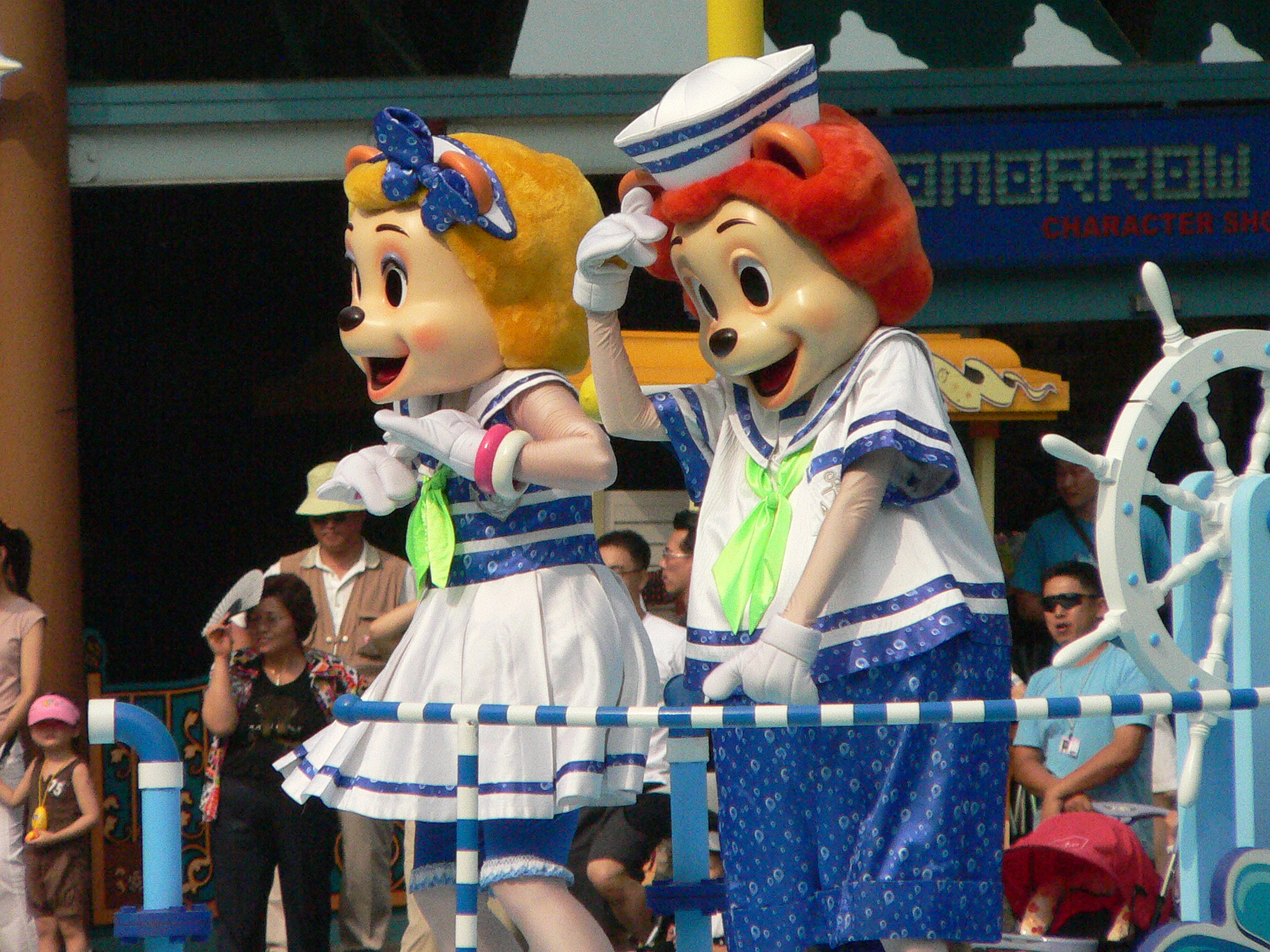
エバーランド（韓国）のマスコット

着ぐるみ（）とは、着るぬいぐるみの意味の造語で、人間が着用可能な大型のぬいぐるみを指す。イベントや遊園地のキャラクターショー、テレビ番組などで用いられる特殊衣類で、中に人間が入り、全身を覆い姿を変える演出で使用される。

## 概要
着ぐるみとは人間の全身を覆う、等身大のぬいぐるみの総称で、怪獣など架空の生物や人間や、擬人化した動物を表現する方法として用いられる。一般的には遊園地やテーマパーク、企業のキャラクターや商品キャンペーンなどで幼児・子供向けの着ぐるみショー、一緒に写真撮影、風船や商品などを配布する作業を行い顧客サービスに従事している。
代表的なキャラクターはミッキーマウス・ハローキティなどの擬人化した動物型、ゴジラなどの怪獣型、ロボットなどの造形が一般的であるが映画の特殊撮影技術の一つとして、または幼児向け子供番組の登場人物、特殊な演劇的表現として舞台演劇で用いられる。他にも遊園地・テレビ番組・企業（CMキャラクター）のマスコットキャラクター、漫画・アニメ・ゲームキャラクターの着ぐるみ化、有名人を擬人化した着ぐるみも見られる。また、自社オリジナルの着ぐるみを製作し、PRイベントに活用する企業も多い。着ぐるみは日本にとどまらず世界中の企業、イベント、映画、テレビ番組、CM、遊園地等で様々な着ぐるみが活躍している。以前は着ぐるみを自分で購入するか、着ぐるみを扱う職を探さないと実際に体験することが難しい状態であったが、今では実際に着ぐるみを着て動いて学べる「着ぐるみ学校」も存在しており、着ぐるみを持ってなくても事前に体験することも可能になっている。
大半の場合は、着ぐるみの傍らにアシスタントやアテンドと呼ばれる付き添いの人が1人以上はいて、あらゆる緊急事態に備えて監視を行っている。付き添いの人間は着ぐるみの状態をチェックし、着ぐるみで起こりうる様々なアクシデントの対処も同時に行っている。また、全てではないものの着ぐるみ内部に通信用の無線やイヤホン、マイクなどが入っていて直接外部と連絡が取れるものもある。
日本の場合、公的な場所の多くは専門のスーツアクターが入る、もしくは着ぐるみ経験者や経験者から事前にレクチャーを受けていることが多い。スーツアクターは企業・団体よりもイベントで着ぐるみショーなどを依頼されることが多く、この場合ショーの内容は、客を十分に満足出来るレベルに達していることが多い。
スーパー・学校・お店などの単発で行われるイベントでは経費を節減するため着ぐるみだけをレンタルすることがあり、主催企業・団体の職員やアルバイトが中に入る場合もある。このような着ぐるみショーが行われた場合、決められた最小限の動き・写真撮影のためにポーズを取るなど、上記のスーツアクターのような派手で大きなリアクションは期待できない場合がある。ただし日常的に着ぐるみを着続けた結果、着ぐるみの動きや技能を独学で身に付けた事実上の専門スタッフ化、元スーツアクターからの転職もごく一部ながら存在する。
特殊な例としてはフジテレビ系子供番組『ポンキッキシリーズ』のレギュラーキャラクターであるガチャピンがある。番組内において、ガチャピンは様々なスポーツなどに挑戦しており、中に入る人についてもそれぞれ各分野におけるエキスパートに依頼されることになるが、制作側の見解としては「あくまでも『ガチャピン』は『ガチャピン』そのもの（中に人は入っていない）」と設定している。
全身を覆う着ぐるみはその造形上、内部は体温がこもって蒸れやすいうえに視界が悪く、音も聞こえ難く、着ぐるみを洗濯するには専用の業者に委託する必要があり費用が掛かるので汗をかいても頻繁には洗えないといった短所がある。
また、空気で膨らませた「バルーン着ぐるみ」（エアー着ぐるみ）というものが使われ始めている。これは内部に送風機と充電式のバッテリーを装着し、空気を外部から排出しながら膨らみつづけて形状を維持している仕組みである（いわゆる風船とは違うものである）。この仕様の着ぐるみは丸っこく膨らんだキャラクターの形状を表現するのに向いていて、ゆるキャラの着ぐるみを作る際によく用いられる。この様式のものは中へ送りこむ送風があるが、機材が加算されるためにその分重量が重くなることと、バッテリー切れになると途端にしぼんでしまう欠点がある。このため、通常のものと比べて機材のメンテナンスの必要性と出演時間をあらかじめ計算する必要がある。長らく着ぐるみ専用のバッテリーが用いられているのが一般的だったが、近年製作されたものはUSB方式の家庭用モバイルバッテリーが一般的であり、出演時間を長くするために大容量タイプが殆どとなる。形式上は人力でしぼませることは可能であるが、大抵の場合は元キャラのイメージを守る観点から禁止事項となっている。例外的に、onちゃん（HTBマスコット）のように人力でのしぼませが可能となっているキャラクターも存在し、番組の『水曜どうでしょう』で操演者の安田顕がとった行動を由来とする。

## 歴史
現在多用されている「着ぐるみ」という言葉は1980年代後半にマスメディアで生まれた比較的新しい言葉である。語源としては、「特撮マニアが『着ぐるみ』という言葉を使い始めた」あるいは「とんねるずがテレビ番組で盛んに口にして広まった」など、色々な説が存在する。
こういった「全身被り物」キャラクターは歌舞伎や狂言に祖を求めることもできるが、特撮映画においては、特撮映画の金字塔である「ゴジラ」シリーズ（東宝）が、主役怪獣の表現に縫いぐるみを多用していたため、「日本における特撮怪獣＝縫いぐるみ」という図式ができあがったと言われる。
第一作の『ゴジラ』（1954年）において特撮監督円谷英二は当初、戦前に製作された『キング・コング』（1933年）に倣って人形アニメーションによる撮影を主張したのであるが、予算や撮影日数の限界から断念せざるを得ず、「縫いぐるみ」の手法を採ったのである。
こうして海外の特撮映画が『キングコング』以後も人形アニメ表現で発展したのとは対照的に、日本では『ゴジラ』以後、他社による怪獣映画（ガメラシリーズなど）においてもこれは踏襲され、このフォーマットは、後に続くウルトラシリーズや仮面ライダーシリーズ、スーパー戦隊シリーズなど、テレビ番組においても引き継がれている。着ぐるみによる撮影は、スーツメーションとも呼称される。
この手法の表現であるが、『ゴジラ』の母体である東宝など特撮映画・番組の現場スタッフの間では、元々着ぐるみの呼称そのものが新しいもので、円谷英二、川北紘一、有川貞昌、中島春雄、村瀬継蔵、高山良策、古谷敏をはじめ、現場スタッフは基本的に「縫いぐるみ」呼称をとる。一方、「着ぐるみ」表現を用いる業界者としてはうしおそうじや満田かずほなどがいる。ぬいぐるみを着こんで怪獣などを演じる俳優は、「ぬいぐるみ役者」と呼ばれる。
近年の出版物などでは、関係者が「ぬいぐるみ」と呼称しているにもかかわらず、編集者によって恣意的に「着ぐるみ」と書き換えられることも多い。特撮ライターのヤマダマサミは、造形者から見た造形物としての「縫いぐるみ」と、内部演技者から見た造形物としての「着ぐるみ」としての呼称の発祥の違いを述べ、現場用語として現役である「縫いぐるみ」呼称のマスコミによる言い換え排除、「着ぐるみ」呼称への統一に異を唱えている。一方、書籍『東宝編 日本特撮映画図鑑』では、ギニョールとしてのぬいぐるみと区別するための呼称であると解説している。
歌舞伎、狂言などの日本の古典演劇界での用語は「ぬいぐるみ」であり、「着ぐるみ」ではない。また、品田冬樹によると、映画の現場用語は今も昔も「ぬいぐるみ」が使われていたが、若いスタッフが「着ぐるみ」と口にした際は言い正しもしたが、後輩が増え、「着ぐるみ」呼びが一般的となり、「ぬいぐるみ」呼びは少数派になってしまったとも述べる。

## 着ぐるみによる演劇
着ぐるみ表現による児童向け演劇を最初に商業的に成功させた劇団としては、日本における影絵の第一人者である藤城清治主宰の木馬座があり、そのキャラクターケロヨンとともに有名である。既に解散したとはいえ、木馬座による「ぬいぐるみ人形劇」表現は、現在も活動中の着ぐるみ劇団に多くの影響を与えている。
着ぐるみによるイベントについては、特に舞台で演じられる演劇形式ものをマスクプレイ劇として区別する場合がある。マスクプレイの童話劇を観覧するイベントは、幼稚園など幼児教育の場においては情操教育の一環として現在では定番の一つになっている。

このマスクプレイによる童話劇を専門職として行っている代表的な存在としては劇団飛行船が挙げられる。マスクプレイミュージカルの専門劇団として40年を超える歴史を持つ老舗でもあり、アニメ作品の舞台化のほか海外公演も行うなど、日本の着ぐるみを用いた芸能演劇の歴史を語る上では避けて通れない存在でもある。

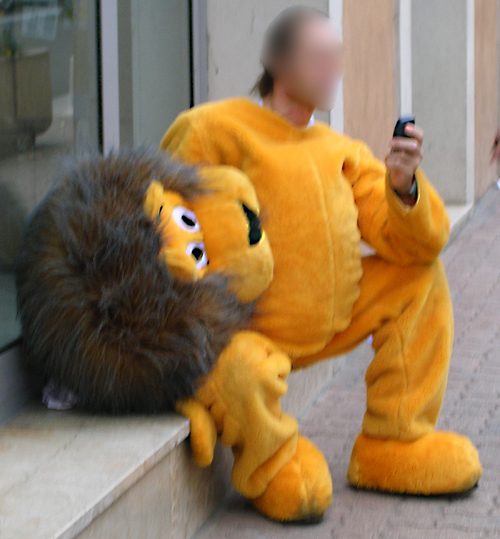
着ぐるみの頭部分のみを脱いで出てきた中の人

swdiuofnlsklfmlnfn

## 趣味としての着ぐるみ
着ぐるみは、エンターテイメントを提供するために団体などが運用するのが一般的ではあるが、他方で、着ぐるみを趣味として着用する人やそのコミュニティ、カルチャーが存在する。

### ケモノの着ぐるみ（ファースーツ）

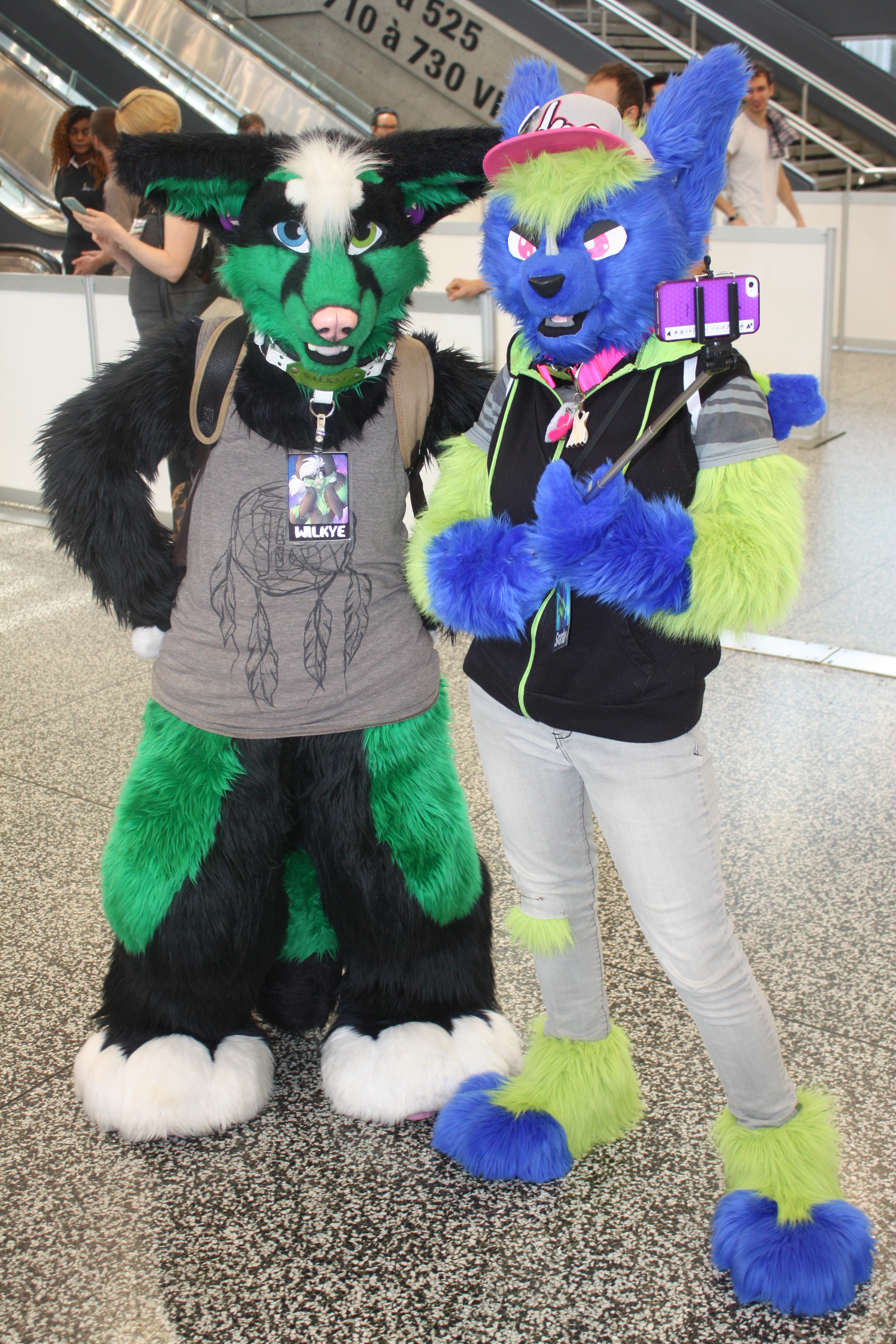
ファースーツの例。

擬人化された動物の形をした着ぐるみは「Fursuit」（ファースーツ）と称され、主に海外（アメリカやヨーロッパ）での愛好者（ファーリー・ファンダム）が多い。特にアメリカでは人間型の着ぐるみを「Kigurumi」と称し、Fursuitと使い分ける傾向にある。Fur（毛皮）という言葉が意味するとおり、動物を模したもこもこした感触の起毛処理が、フェイクファーによって全身にかけて施されているのが特徴で、人間型の着ぐるみと方向を異にする要素の一つである。アメリカではFursuitなどのケモノの着ぐるみを主題としたコンベンションが数多く開催されており、大規模なコミュニティが存在している。その方向性も擬人化がある程度進んだもの（体型が人間に似ている）、児童向けにデフォルメされたものなどさまざまである。

### 人型の着ぐるみ（美少女着ぐるみ）

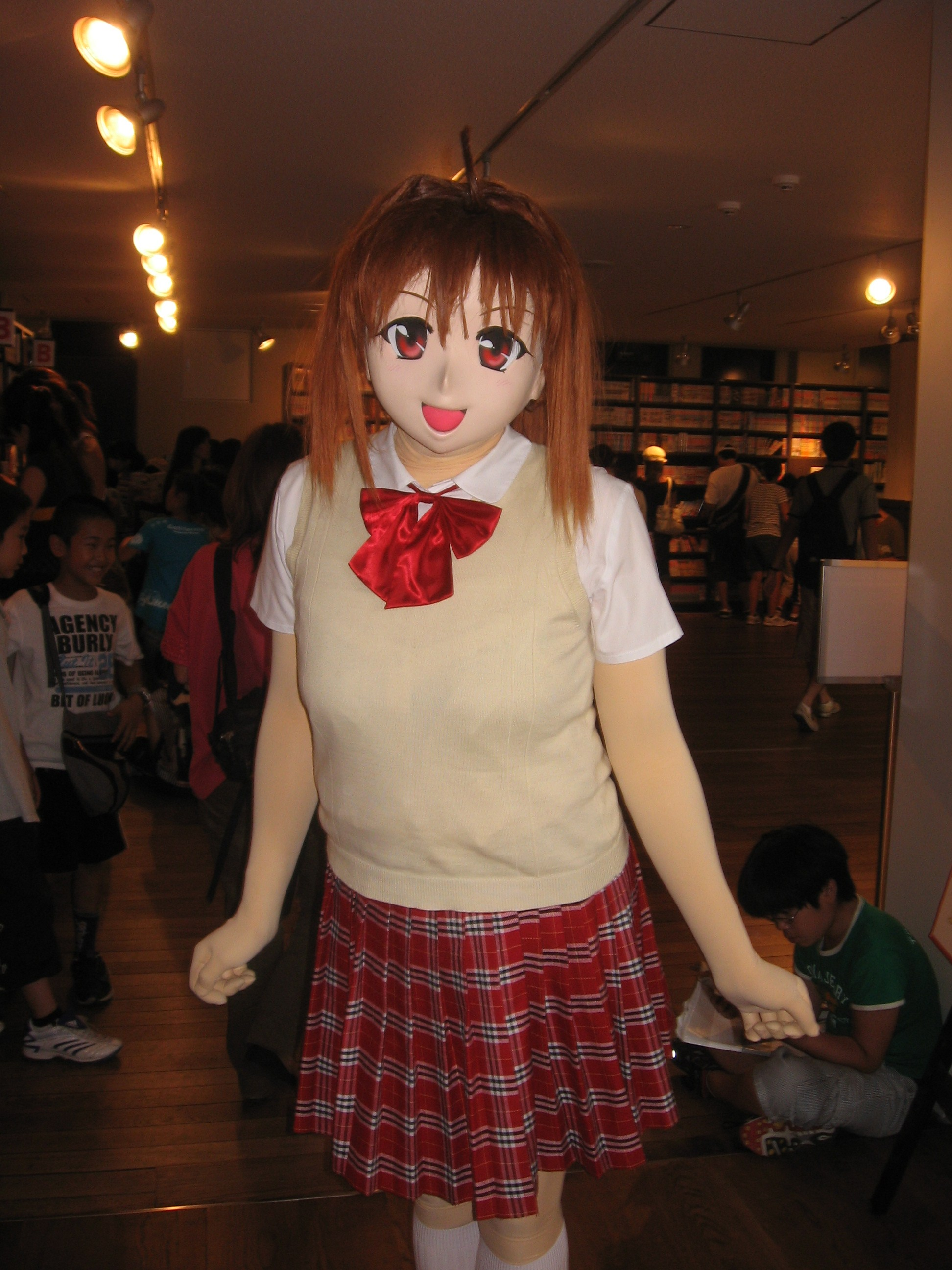
アニメスタイルの着ぐるみの例

顔部の造形が主にアニメのキャラクターのようになっている着ぐるみの事を言う。インターネット上では「美少女着ぐるみ」と呼ばれる。基本的に目や口が大きめに、鼻を小さめにデフォルメされており、写実的ではない。デフォルメは心理的な感覚（可愛い、美しいなど）から来る誇張表現である。いわゆる「萌え」が意識されやすい。
このような着ぐるみの頭部はFRPによって素体が作成され、その上からウィッグを被せる。そこに肌色の塗装を施したり、プラスチック板やスモークグラス、耐水紙などによって作成された目を取り付けたりすることで造形される。
コミュニティによる調査によると、このような着ぐるみの着用愛好家の約9割が男性であるとされている。
このタイプの着ぐるみには、コスプレとして漫画、アニメなどのキャラクターを元にしたものと、着ぐるみ制作者の創造によって製作されるオリジナルのキャラクターのものがある。
着ぐるみマスクの製作、販売を手がける「むにむに製作所」によると、1990年代にキャラクターショーの題材として「美少女戦士セーラームーン」が取り上げられたことが発端だという。

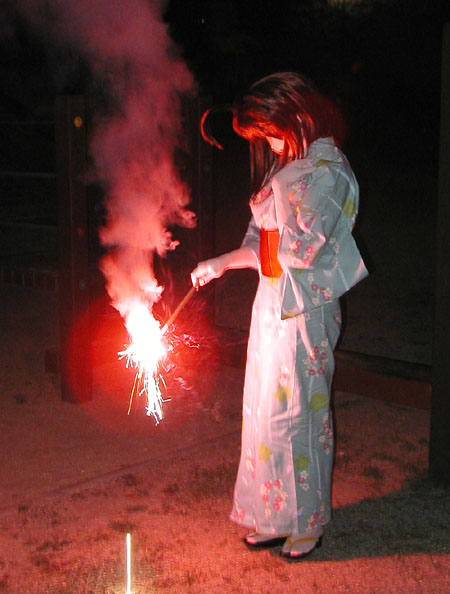
アニメスタイルの着ぐるみの例

### 写実的な着ぐるみ
顔部の造形が写実的であり、目や鼻、口なども現実の人間の顔の作りになっているものを言う。このような造形は、特にフィギュアやアニメーション、ゲームキャラクターのデザインにおいて、リアル志向のスタイルを指すことが多い。これはリアルマスクと呼ばれ、日本よりも海外で多く見かける。また写実的な着ぐるみの多くはオリジナルのデザインであり、現実に存在する人間の顔を模写することは少ない。

## 顔の出ている着ぐるみ
着用している人間の顔が見えるように造られている着ぐるみは、お笑い芸人やアイドルがコント・テレビCMなどで着用することが多い。また、たらこキユーピーやご当地キティなどキャラクターの顔が見える着ぐるみのキャラクターグッズも存在する。なお、テレビ業界では顔の出ている着ぐるみのことを「かぶりもの」と呼ぶことが多く、顔の出ていない着ぐるみのことを「ぬいぐるみ」と呼んで区別している。

その他、動物やアニメのキャラクターを模した着ぐるみのパジャマが近年流行し、2000年前後に、この着ぐるみパジャマ姿で外出する事が一部で流行となり着ぐるみんと呼ばれ注目されたことがある。こういったパジャマは、赤ちゃん・幼児や、ペット用のものも市販されている。

## 着ぐるみによるゆるキャラ
日本各地を代表するご当地キャラクターに限らないが、現在様々なマスコットキャラクターが存在し、イベント参加の都合などで着ぐるみが製作され、その地方のアピールをしている。そういったバックボーンが小規模のキャラクターには、既存のキャラクターにはない独特の魅力があり、最近その魅力を「ゆるさ」とし、「ゆるキャラ」として人気を集めている。

## 関連する疾病
- 労働災害:熱中症[11]、胸郭出口症候群[12]
- 閉所恐怖症、暗所恐怖症、人形恐怖症